# Воронова (присілок)
Во́ронова (рос. Воронова) — присілок у складі Каргапольського району Курганської області, Росія. Входить до складу Вяткінської сільської ради.
Населення — 292 особи (2010, 268 у 2002).
Національний склад населення станом на 2002 рік: росіяни — 96 %.